# 성곽

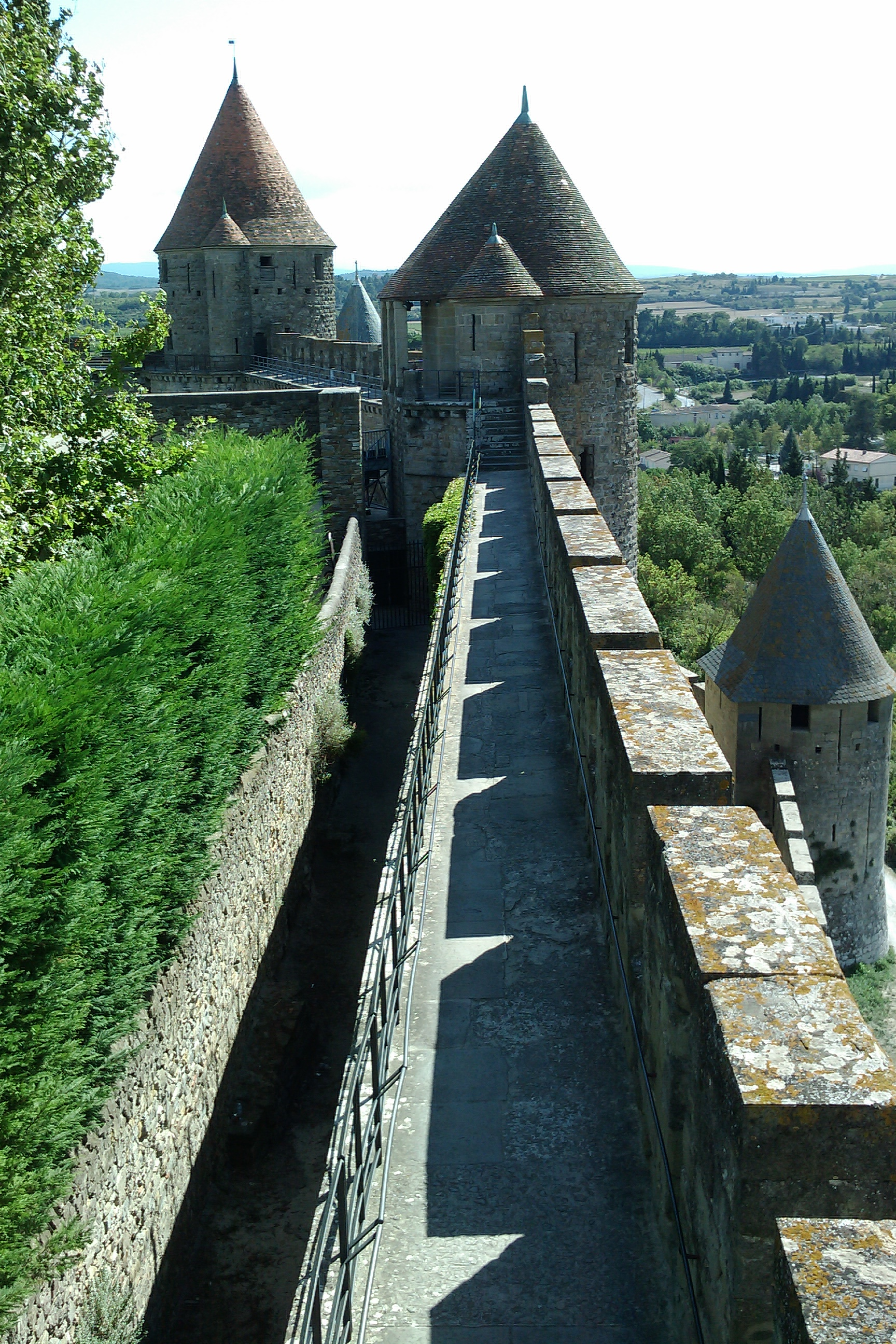
프랑스 남부 카라카수노 성채의 성곽.

성곽(城郭, 영어: Rampart)은 성, 요새, 거주지 따위의 요새화된 장소에서 방어 대상지역을 둘러치는 구조물이다.

## 초기 요새
선사시대부터 중세 초기까지 다양한 유형의 초기 요새는 요새화된 장소나 정착지의 외부 경계선을 방어하기 위해 일반적으로 외부 도랑과 함께 흙 성벽을 사용했다. 모두 도랑과 성벽 방어를 활용했으며 원형 성벽의 특징이다. 방어벽을 사용하면 성벽을 강화하고 높이를 높일 수 있다. 이러한 배치는 중세 초기 북유럽의 모트앤베일리 성의 특징이었다.

## 고전 요새
고전 시대에 사회는 돌이나 벽돌로 높은 성벽을 만들 수 있을 만큼 정교해졌으며 방어자가 투사 무기를 던질 수 있는 플랫폼이나 벽 통로와 공격자가 던진 투사체로부터 보호할 수 있는 난간이 제공되었다. 고전적인 석조 성벽의 잘 알려진 예로는 하드리아누스 성벽과 콘스탄티노플 성벽이 있다.

## 중세 요새
유럽에서 로마 제국이 몰락한 후 11세기까지 지속된 토공사 성벽의 광범위한 사용으로 복귀했다. 그 예로 노먼 모트(Norman Motte) 및 베일리성 등이 있다. 중세와 근대 초기에 성 기술이 발전함에 따라 성벽은 계속해서 방어벽의 일부를 형성했지만 이제는 총안 모양의 난간이 있는 두꺼운 벽으로 구성되는 경향이 있다. 그러나 현장 조사에서는 상대적으로 일시적인 특성으로 인해 흙 성벽을 계속해서 활용했다.

## 고고학적 중요성
군사 전술과 기술의 발전을 나타내는 이러한 성벽의 즉각적인 고고학적 중요성뿐만 아니라, 이러한 유적지에는 종종 요새가 건설될 당시의 지역 상황을 가리키는 역사적 중요성이 있는 지역이 포함되어 있다.

## 같이 보기
- 성 (건축)
- 성채
- 안뜰 (성곽)